# Tocumen
Tocumen è un comune (corregimiento) della Repubblica di Panama situato nel distretto di Panama, provincia di Panama. Si estende su una superficie di 63,9 km² e conta una popolazione di 74.952 abitanti (censimento 2010).